# 土井きよ美
土井 きよ美（どい きよみ、1971年8月2日 - ）は、日本の女優。千葉県出身。ケイエムシネマ企画所属。身長166cm。

## 人物
趣味はカメラ、書道、桜、仏閣巡り、仏像彫刻。ホームヘルパー2級の資格を持っている。

## 出演

### テレビドラマ
- 古畑任三郎 2nd Season 第1話（通算第14回）「しゃべりすぎた男」（1996年1月10日、フジテレビ） - 裁判所書記官 役
- 相棒（2003年、テレビ朝日） - スナックの客 役
- 僕のいた時間（2014年、フジテレビ） - 野中瞳 役
- 恋仲（2015年、フジテレビ） - 山城薫 役
- A LIFE〜愛しき人〜（2017年、TBS） - 安井亮子 役
- ドロ刑（2018年、日本テレビ） - 小沼陽子 役
- 3年A組-今から皆さんは、人質です-（2019年、日本テレビ） - 生徒の親 役
- あなたの番です（2019年、日本テレビ） - 黒島直美 役[3]
- インハンド（2019年、TBS） - 看護師 役
- 俺の話は長い（2019年、日本テレビ） - マダム 役
- 仮面ライダーゼロワン（2020年、テレビ朝日） - 不破諫の母 役[4]
- 未満警察 ミッドナイトランナー（2020年、日本テレビ） - 女性店員 役
- ハケンの品格（2020年、日本テレビ） - 女性客 役
- アンサング・シンデレラ 病院薬剤師の処方箋（2020年、フジテレビ） - 心春の母 役
- 七人の秘書（2020年、テレビ朝日） - 中川由子 役
- スナック キズツキ（2021年、テレビ東京） - 瀧井くんの母 役[5]
- サヨウナラのその前に（2022年、日本テレビ） - 観月麻美（未希の母） 役[6]
- 女神の教室〜リーガル青春白書〜（2023年） - 真中優子 役
- ママはバーテンダー～今宵も踊ろう～ 第7話（2023年、BS-TBS） - 倉沢奈緒子 役[7]
- ジャンヌの裁き（2024年） - 桑名克子 役

### 配信
- Hulu オリジナルストーリー あなたの番です 番外編 過去の扉（前編・後編） （2019年9月8日・15日、Hulu）- 黒島直美 役[8]

### CM
- キンチョーゴキブリがうごかなくなるスプレー「しとめぞこなわない」篇（2022年 - ） - 母 役[9]